# Lough Swilly

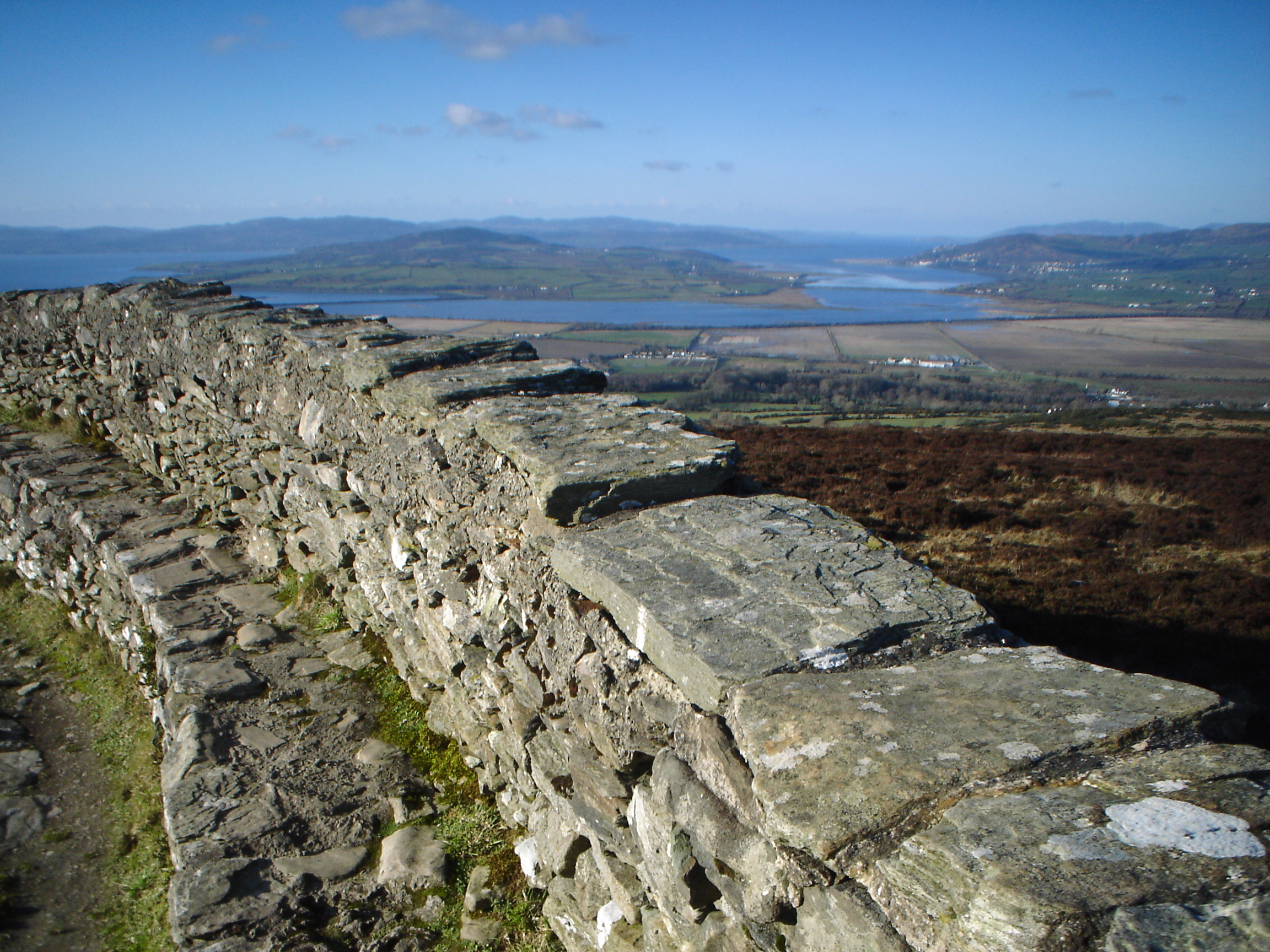
Lough Swilly, parte interna
Suggestiva panoramica dal Grianan di Aileach

Il Lough Swilly (Loch Súilí in gaelico irlandese) è una vasta e stretta insenatura dell'Irlanda settentrionale. Situata tra le penisole di Inishowen, ad est, e di Fanad, ad ovest, è una massa stretta di acqua salata che s'inoltra nelle coste del Donegal, nella Repubblica d'Irlanda. 
L'insenatura è delimitata nelle sue estremità settentrionali da Capo Fanad e da Capo Dunaff, mentre i principali centri abitati che vi si affacciano sono Buncrana, su Inishowen, e Rathmullan nella zona invece occidentale. La cittadina di Letterkenny, invece, non si affaccia sul Lough Swilly, ma è situata a breve distanza.
A seconda delle maree, l'aspetto dell'insenatura cambia notevolmente, creando con l'acqua alta vari isolotti, tra cui Inch Island, talmente vicina ad Inishowen da esservi collegata con un ponte.

## Baia, lago o fiordo?
La particolare forma del Lough Swilly ha creato vari nomi alternativi ed identificazioni sbagliate: appare, per molti, simile ad un fiordo, anche se non può essere definito tale, il prefisso lough dovrebbe indicare un lago, mentre in realtà, oltre che essere formata da acqua salata, la baia non è assolutamente chiusa, ma ha uno stretto sbocco sul mare

## Storia
Nel Lough Swilly si sono verificati alcuni episodi storici interessanti di notevole spicco per la storia irlandese.
Nel settembre del 1607, a seguito della disfatta nella Battaglia di Kinsale Hugh O'Neill, secondo conte di Tyrone, e Rory O'Donnell, 1º Conte di Tyrconnell, salparono da Rathmullan con novanta dei loro seguaci, nell'episodio che viene chiamato Volo dei Conti, dopo il quale nessuno di loro avrebbe mai più visto l'Irlanda. Più di un secolo dopo, una flotta francese, che trasportava anche il leader ribelle Wolfe Tone e giunta con delle truppe alleate ai confederati per combattere nella Ribellione Irlandese del 1798, fu intercettata e sconfitta proprio all'ingresso del Lough Swilly nell'ottobre del 1798.
Il Lough fu usato come avamposto navale dalla Royal Navy britannica durante la prima guerra mondiale. I britannici costruirono inoltre un discreto numero di fortificazioni per proteggere la baia, i resti delle quali sono tutt'oggi visibili a Lenan Head, Dunree (oggi un museo) e Buncrana. Il Lough Swilly era anche uno dei Treaty Ports specificati nel Trattato Anglo-Irlandese.